# Tossal dels Corrals Nous
El Tossal dels Corrals Nous és una muntanya de 450 metres que es troba al municipi de Castelldans, a la comarca catalana de les Garrigues.